# Farden
Farden, anciennement appelé Fardün jusqu'en 2002, est un village et une ancienne commune du canton des Grisons, en Suisse.

## Histoire
Hameau situé à mi-hauteur du Schamserberg, Farden est mentionné dès le début du XIIIe siècle et vit alors principalement de l'élevage et de l'agriculture. En 1875, la commune fusionne avec sa voisine de Patzen pour créer la nouvelle commune de Patzen-Fardün. 
Par la suite, en 2002, la commune est absorbée par sa voisine de Donat en même temps que les villages changent de nom pour une version romanisés.

## Patrimoine bâti
Le temple protestant, situé un peu en dehors du village, est inscrit comme bien culturel d'importance régionale.